# Microhoria moroderi
Microhoria moroderi is een keversoort uit de familie snoerhalskevers (Anthicidae). De wetenschappelijke naam van de soort is voor het eerst geldig gepubliceerd in 1930 door Pic.